# Queaux
Queaux es una comuna francesa situada en el departamento de Vienne, en la región de Nueva Aquitania.

## Demografía
| 1 125 | 1 014 | 880 | 710 | 603 | 600 | 542 |
| Para los censos de 1962 a 1999 la población legal corresponde a la población sin duplicidades (Fuente: INSEE [Consultar]) |       |     |     |     |     |     |